# Cipriani Potter
Pour les articles homonymes, voir Potter.
Philip Cipriani Hambly Potter, né le 3 octobre 1792 et mort le 26 septembre 1871, est un compositeur, pianiste et professeur britannique.

## Biographie
Né à Londres fils d'un professeur de piano nommé Richard Huddleston Potter, Cipriani tient son prénom de sa marraine, une sœur de Giovanni Battista Cipriani. Son père commence son éducation musicale qui se poursuit avec Thomas Attwood, William Crotch et Joseph Woelfl. En 1816, une ouverture qu'il a composée est interprétée au Philharmonic Concert. Frustré par l'absence de possibilités en Angleterre, Potter se rend à Vienne en 1817 où il rencontre Beethoven qui lui conseille d'étudier auprès d'Aloys Förster. De retour en Angleterre en 1819, Potter devient un personnage central dans la vie de concerts londonienne, à la fois comme pianiste et chef d'orchestre, jouant du piano lors des premières britanniques de plusieurs concertos pour piano de Mozart et des concertos pour piano no 1, no 3 et no 4 de Beethoven, de même qu'il dirige la première britannique du Concerto pour piano nº 1 de Mendelssohn avec le compositeur au piano.
En 1822, Potter commence à enseigner à la Royal Academy of Music nouvellement fondée, d'abord le piano puis la direction d'orchestre. En 1832, il est nommé principal de la Royal Academy, poste dont il démissionne en 1859. Parmi ses élèves à l'Académie, figurent William Sterndale Bennett et Joseph Barnby. Comme Potter se consacre davantage à son travail d'éducateur et à la préparation des éditions de musique pour clavier de Mozart et de Beethoven, il compose de moins en moins souvent. Il existe peu de travaux après 1837. Il entretient cependant un vif intérêt pour la nouvelle musique du continent. En 1871, il donne la première interprétation en Angleterre d'Un requiem allemand de Brahms en duo au piano avec la pianiste Kate Loder. Cette interprétation est connue sous le nom « Version de Londres » (allemand : Londoner Fassung) de l’œuvre.
Il y a neuf symphonies bien que la numérotation du compositeur nous dise qu'il en a écrit dix. La dixième symphonie en sol mineur est saluée par Richard Wagner lorsqu'il est chef d'orchestre du Royal Philharmonic Society. Il écrit également quatre concertos pour piano, de la musique de chambre et plusieurs morceaux de piano solo. Sa musique instrumentale montre l'héritage continental de ses professeurs dans son utilisation des formes instrumentales telles que la forme sonate. Mis à part une cantate et une poignée de chansons, Potter ne compose pas de musique vocale. Potter a également écrit quelques articles pour des périodiques sur la musique, l'un d'entre eux au sujet de sa visite à Beethoven.
Potter possédait un violon Stradivarius de 1683, qui depuis porte son nom.

## Compositions (sélection)

### Orchestrales
- 1815, révisée en 1848) : Ouverture en mi mineur
- 1819, révisée 1824-26) : Symphonie no 1 en sol mineur (non numérotée par le compositeur)
- 1821, révisée en 1839) : Symphonie no 2 en si bémol majeur (non numérotée par le compositeur)
- 1826 : Symphonie no 3 en ut mineur (numérotée no 6 par le compositeur)
- 1826 : Symphonie no 4 en fa majeur (numérotée no 7 par le compositeur)
- 1828 : Symphonie no 5 en mi bémol majeur, révisée avec remplacement du mouvement lent en 1846) (numérotée no 8 par le compositeur)
- 1832 : Symphonie no 6 en sol mineur (numérotée no 10 et no 2 par le compositeur)
- 1833 : Symphonie no 7 en ré majeur (numérotée no 2 par le compositeur)
- 1834 : Symphonie no 8 en ut mineur (non numérotée par le compositeur)
- 1834 : Symphonie  no 9 en ré majeur (numérotée no 4 par le compositeur)
- 1835 : Antony and Cleopatra, ouverture
- 1836 : Cymbeline, ouverture
- 1837 : The Tempest, ouverture

### Concertante
- 1827 : Introduction et rondo alla militaire pour piano et orchestre (1827)
- 1827 : Duo concertant pour piano, violon et orchestre (1827)
- Concertante pour violon, violoncelle, contrebasse, piano et orchestre sur Les folies d'Espagne
- 1829 : Bravura Variations sur un thème de Rossini pour piano et orchestre
- 1830 : Ricercata on a favourite French theme pour piano et orchestre
- 1832 : Concerto pour piano en ré mineur
- 1833 : Concerto pour piano en mi bémol
- 1835 : Concerto pour piano en mi majeur

### Vocales et chorales
- 1829-1830 : Medora e Corrado, cantate

## Discographie
Il existe peu d'enregistrements d’œuvres de Potter disponibles sur CD :
- Symphonie no 7 en fa majeur (Czech Chamber PO, Douglas Bostock), Label: Classico, 2005
- Symphonies 8 & 10 (Milton Keynes City Orchestra), 1993[3].
- Concertos pour piano et orchestre no 2 en ré mineur et no 4 en mi majeur + Variations di Bravura sur un thème de Rossini pour piano et orchestre : Howard Shelley (piano et direction d'orchestre), Tasmanian Symphony Orchestra (collection « Le concerto romantique pour piano », vol. 72), CD Hyperion 2017 - CDA68151.

## Source
- (en) Cet article est partiellement ou en totalité issu de l’article de Wikipédia en anglais intitulé « Cipriani Potter » (voir la liste des auteurs).

1. ↑  (en) Michael Musgrave, Brahms 2 : Biographical, Documentary, and Analytical Studies, vol. 2, Cambridge, Cambridge University Press, 1987, 252 p. (ISBN 0-521-32606-0), p. 6
2. ↑  « Brahms Ein deutsches Requiem, Op. 45 (London version). », Gramophone, Haymarket,‎ 1997, p. 92
3. ↑  « mkco.org, Cipriani-Potter-CD » (consulté le 29 février 2016)